# Copris
Copris är ett släkte av skalbaggar som beskrevs av Müller 1764. Copris ingår i familjen bladhorningar.

## Bildgalleri

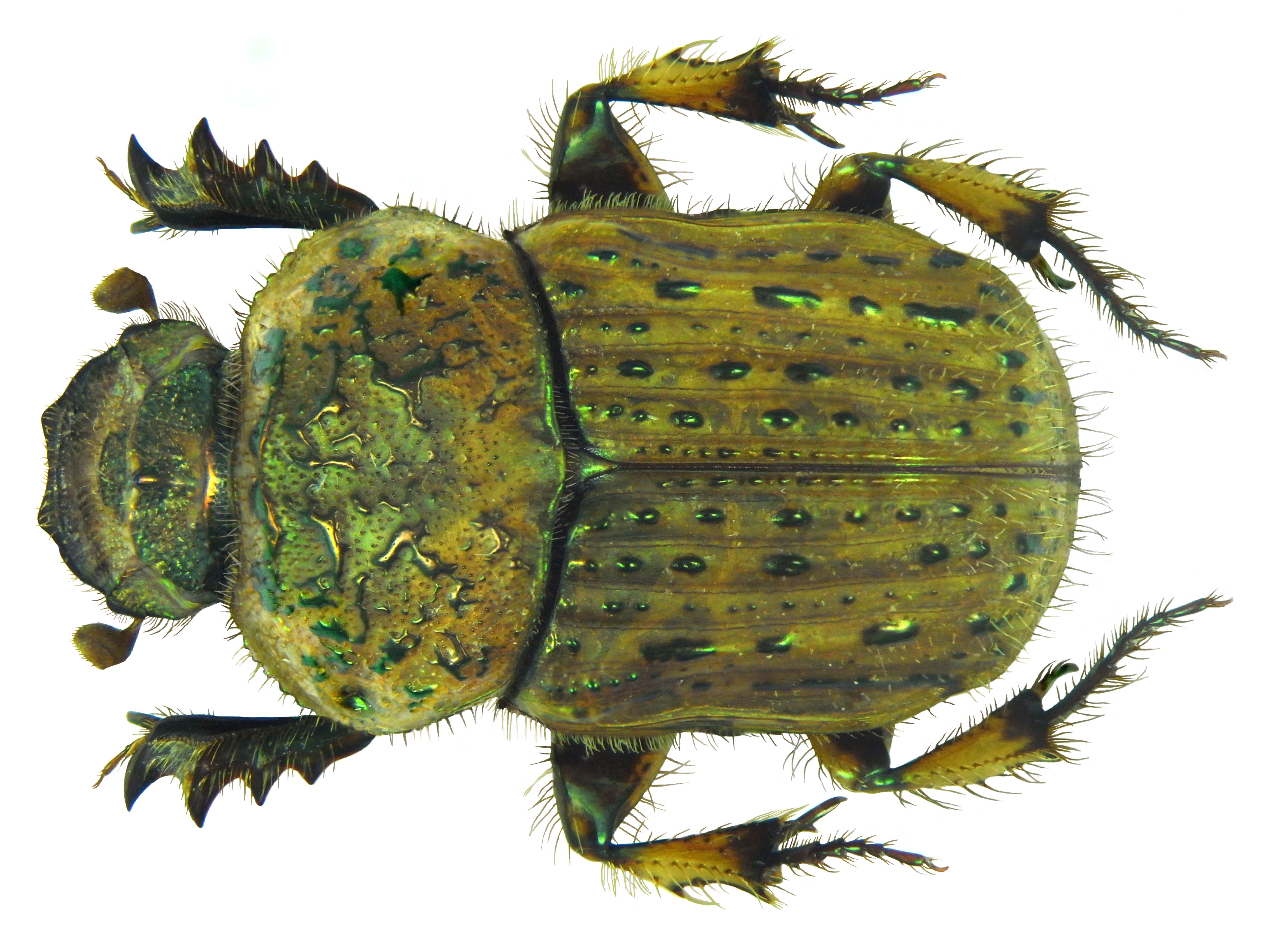
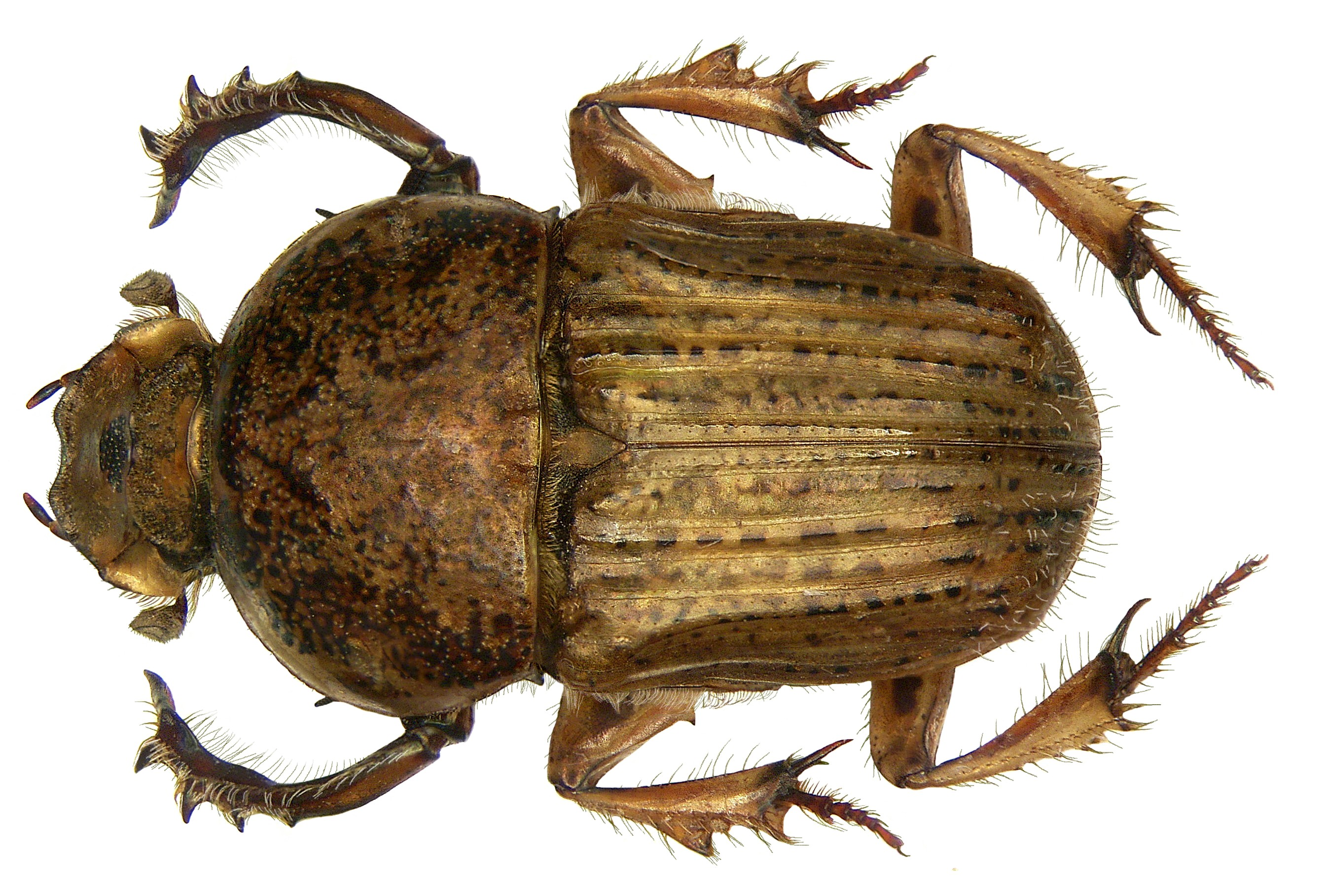
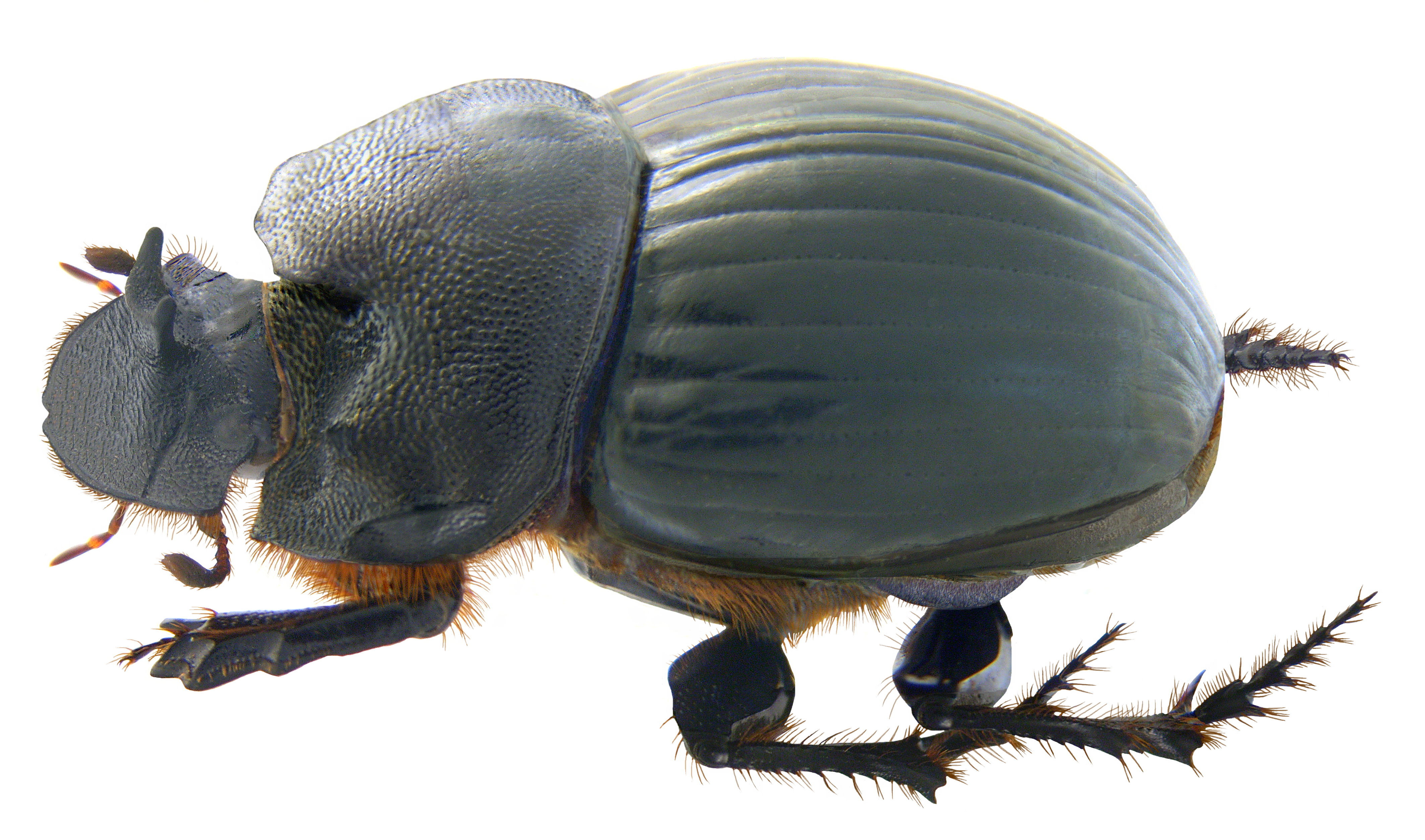
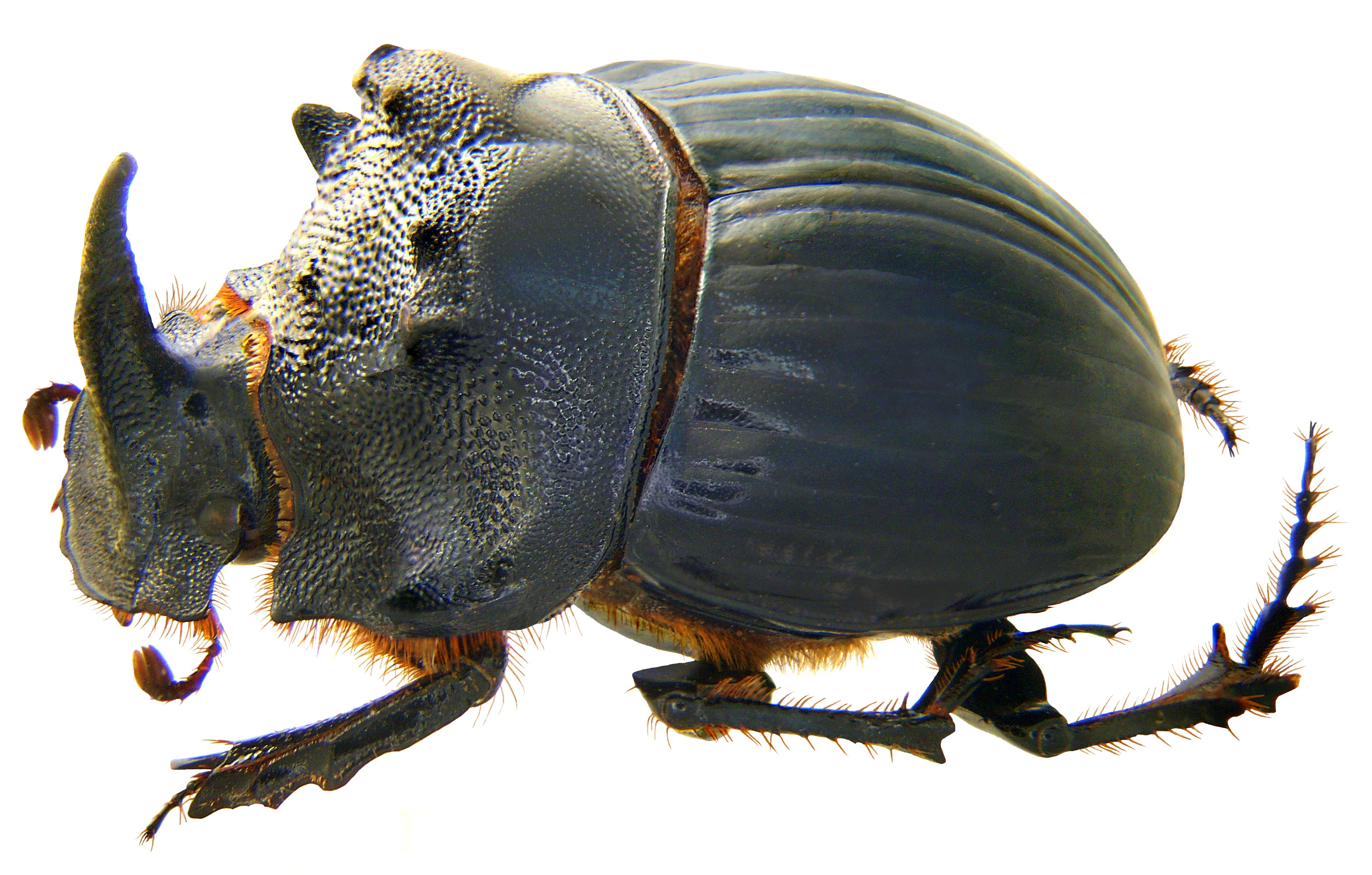

## Dottertaxa tillCopris, i alfabetisk ordning[1][2]
- Copris acutidens
- Copris afgoi
- Copris agnus
- Copris algol
- Copris amabilis
- Copris amyntor
- Copris anceus
- Copris andrewesi
- Copris angusticornis
- Copris angustus
- Copris anomiopseoides
- Copris antares
- Copris apicepunctatus
- Copris arcturus
- Copris ares
- Copris arimotoi
- Copris arizonensis
- Copris armatus
- Copris armeniacus
- Copris armiger
- Copris arrowi
- Copris aspericollis
- Copris atropolitus
- Copris barclayi
- Copris basilewskyi
- Copris basipunctatus
- Copris bellator
- Copris bengalensis
- Copris bidens
- Copris bihamatus
- Copris bootes
- Copris boucardi
- Copris bovinus
- Copris brachypterus
- Copris brittoni
- Copris caelatus
- Copris caliginosus
- Copris cambeforti
- Copris cambodiensis
- Copris camerunus
- Copris capensis
- Copris cariniceps
- Copris carinicus
- Copris carmelita
- Copris cassius
- Copris celebensis
- Copris cheni
- Copris colmanti
- Copris complexus
- Copris compressipennis
- Copris confucius
- Copris coriarius
- Copris cornifrons
- Copris corniger
- Copris corpulentus
- Copris costaricensis
- Copris cribratus
- Copris cribricollis
- Copris curlettii
- Copris davisi
- Copris davisoni
- Copris decellei
- Copris delicatus
- Copris denticulatus
- Copris diversus
- Copris doriae
- Copris draco
- Copris dracunculus
- Copris dudleyi
- Copris eburneus
- Copris elpheneroides
- Copris elphenor
- Copris erratus
- Copris evanidus
- Copris excisus
- Copris fallaciosus
- Copris fallax
- Copris felschei
- Copris fidius
- Copris frankenbergerianus
- Copris freyi
- Copris fricator
- Copris fujiokai
- Copris fukiensis
- Copris furciceps
- Copris garambae
- Copris gazellarum
- Copris gibbulus
- Copris gilleti
- Copris gladiator
- Copris gopheri
- Copris gracilis
- Copris graueri
- Copris halffteri
- Copris harrisi
- Copris hartli
- Copris hatayamai
- Copris hidakai
- Copris hispanus
- Copris howdeni
- Copris humilis
- Copris hybridus
- Copris igualensis
- Copris illotus
- Copris imitans
- Copris inaequabilis
- Copris incertus
- Copris inemarginatus
- Copris inhalatus
- Copris insidiosus
- Copris integer
- Copris interioris
- Copris iris
- Copris jacchoides
- Copris jacchus
- Copris jahi
- Copris jucundus
- Copris kachinensis
- Copris kasagii
- Copris katangae
- Copris keralensis
- Copris kiuchii
- Copris klapperichi
- Copris klugi
- Copris kusakabei
- Copris laeviceps
- Copris laevigatus
- Copris laiiformis
- Copris laioides
- Copris laius
- Copris lannathai
- Copris lecontei
- Copris lugubris
- Copris lunaris
- Copris macacus
- Copris macclevei
- Copris macer
- Copris maesi
- Copris magicus
- Copris manni
- Copris marcus
- Copris martinae
- Copris martinezi
- Copris matthewsi
- Copris megaceratoides
- Copris megasoma
- Copris mesacanthus
- Copris mexicanus
- Copris mindorensis
- Copris minutissimus
- Copris minutus
- Copris misellus
- Copris miyakei
- Copris moechus
- Copris moffartsi
- Copris mongkhoni
- Copris montivagus
- Copris morphaeus
- Copris mourgliai
- Copris muticus
- Copris neglectus
- Copris nepos
- Copris nevinsoni
- Copris novaki
- Copris nubilosus
- Copris numa
- Copris obenbergeri
- Copris obesus
- Copris ochus
- Copris orion
- Copris orphanus
- Copris parapecuarius
- Copris pauliani
- Copris pecuarius
- Copris pedarioides
- Copris phungae
- Copris phylax
- Copris poggii
- Copris potanini
- Copris prevosti
- Copris propinquus
- Copris pseudobootes
- Copris pseudochus
- Copris pseudomoffartsi
- Copris pseudosinicus
- Copris pueli
- Copris punctatus
- Copris puncticollis
- Copris punctipennis
- Copris punctiventris
- Copris punctulatus
- Copris punjabensis
- Copris quasilaevigatus
- Copris ramosiceps
- Copris rebouchei
- Copris reflexus
- Copris remotus
- Copris renwarti
- Copris repertus
- Copris ribbei
- Copris riekoae
- Copris ritsemae
- Copris ruandanus
- Copris rugosus
- Copris ruricola
- Copris sabinus
- Copris sacontala
- Copris sallei
- Copris sarpedon
- Copris saundersi
- Copris schoolmeestersi
- Copris scorpio
- Copris serius
- Copris sexdentatus
- Copris siamensis
- Copris siangensis
- Copris sierrensis
- Copris signatus
- Copris simonettai
- Copris simplex
- Copris simulator
- Copris singularis
- Copris sinicus
- Copris sinon
- Copris sodalis
- Copris sorex
- Copris sphaeropterus
- Copris spinator
- Copris subdolus
- Copris subpunctatus
- Copris subsidens
- Copris sumatrensis
- Copris surdus
- Copris szechouanicus
- Copris tetraodon
- Copris tridens
- Copris tridentatus
- Copris tripartitus
- Copris truncatus
- Copris tsukamotoi
- Copris typhoeus
- Copris uenoi
- Copris umbilicatus
- Copris urus
- Copris usambaricus
- Copris vankhaii
- Copris warneri
- Copris victorini
- Copris wiesei
- Copris vietnamicus
- Copris vilhenai
- Copris vitalisi
- Copris vrydaghi
- Copris yangi
- Copris youngai
- Copris zhangi